# Michel Petrucciani
« Petrucciani » redirige ici. Pour les autres significations, voir Petrucciani (homonymie).
Pour les articles homonymes, voir Michel Petrucciani (album) et Michel Petrucciani (film).
Michel Petrucciani, né le 28 décembre 1962 à Orange (Vaucluse, France) et mort le 6 janvier 1999 à New York (États-Unis), est un pianiste et compositeur de jazz français.

## Biographie

### Famille
Michel est le fils d'Antoine Petrucciani, dit « Tony », napolitain d'ascendance, guitariste de jazz renommé qui a été son professeur de musique et a collaboré par la suite à plusieurs de ses albums. Antoine Petrucciani a, durant de nombreuses années, donné des cours de guitare jazz dans les écoles municipales de musique de Carnoules, Solliès-Toucas, Le Luc et la Londe-les-Maures. Il a aussi formé Alexandre Saada et enseigné la guitare à Marianne James.
Les deux frères de Michel sont également musiciens : Louis, contrebassiste, et Philippe, guitariste.
Il a eu quatre compagnes :
- Erlinda Montaño, une Américaine indienne navajo, qu'il épouse et dont il divorce vers 1988, lui a ouvert l'accès aux États-Unis lorsque Michel passe plusieurs années en Californie ;
- Marie-Laure Roperch, vers 1989, avec laquelle il a eu un fils, Alexandre, né le 15 mai 1990, atteint de la même maladie que son père[1]. Il lui a dédié un morceau, September 2nd, qui est la date de naissance de Marie-Laure. Lorsqu’ils se rencontrent, Marie-Laure avait déjà un fils (d’environ 2 ans) d’un précédent compagnon, qui s’appelle Rachid Roperch Boutihane, dont Michel était très proche et qu’il considérait comme son propre fils. Il a composé en 1991 un morceau portant son prénom (Rachid) ;
- Gilda Buttà, pianiste italienne ; ils divorcent trois mois après leur mariage ;
- Isabelle Mailé (9 mai 1967 - 16 mars 2005), qui lui a tenu la main lors de ses derniers moments à l’hôpital Beth Israel de New York.

### Enfance et adolescence
Durant les années 1960 et 1970, la famille Petrucciani vit d'abord dans la région d'Orange, puis à Montélimar où Antoine Petrucciani tient un magasin de musique.
Michel Petrucciani est handicapé de naissance du fait d'une ostéogenèse imparfaite (osteogenesis imperfecta), la « maladie des os de verre ». Atteint de la forme sévère de la maladie, il ne dépassera pas les 99 cm et il sera victime de fractures, même pendant ses concerts. Ne pouvant pas être scolarisé, il reçoit des cours de professeurs particuliers et suit un enseignement par correspondance.
Très jeune, Michel voit Duke Ellington à la télévision et souhaite devenir pianiste comme lui. Quand Michel avait quatre ans, son père lui a acheté son propre piano jouet, mais Michel a brisé le piano avec un marteau jouet. « Quand j’étais jeune, je pensais que le clavier ressemblait à des dents », a-t-il déclaré . « C’était comme s’il se moquait de moi. Il fallait être assez fort pour que le piano se sente petit. Cela a demandé beaucoup de travail. » Peu de temps après, le père de Michel lui achète un vrai piano.
Il reçoit une formation musicale de son père (qui lui fabrique un rehausseur de pédales, comme le fera plus tard Steinway) et de Raymonde Jacquemart qui lui apprennent le piano. Il chante les classiques du jazz à trois ans, joue du piano à quatre et accompagne le trompettiste américain Clark Terry à treize.

### Carrière
En 1981, il part aux États-Unis. Il enregistre avec le batteur Aldo Romano cinq albums entre 1981 et 1985. En Californie, il fait la connaissance de Charles Lloyd, saxophoniste très actif dans les années 1960, alors reconverti dans les affaires. Charles Lloyd décide de se remettre à la musique et ils se produisent ensemble. Michel se produit au club Village Vanguard, il est le premier artiste non américain à signer un contrat avec Blue Note chez qui il reste sept ans avant de rejoindre Francis Dreyfus.
À la fin des années 1980, il quitte la Californie pour s'installer à New York.
Dans les années 1990, il se produit en public et enregistre des albums en divers lieux du monde. Son jeu est caractérisé par une remarquable indépendance des mains gauche et droite et une vitesse d'exécution exceptionnelle due à un entraînement intensif et peut-être à ses grandes mains aux os légers, ce qui permet à ses doigts de rebondir très vite sur les touches,.  Stylistiquement, il est le plus souvent comparé à Bill Evans et Keith Jarrett pour son lyrisme et à Oscar Peterson pour sa virtuosité. 
Il est également compositeur, avec une préférence pour les thèmes brésiliens (Brazilian Like), souvent présents dans ses disques.
Le 6 janvier 1999, épuisé par son rythme de vie et de tournées, il meurt à trente-six ans d'une pneumonie à Manhattan.
Il est inhumé à Paris, au cimetière du Père-Lachaise (division 11), à quelques mètres de Mano Solo, de Claude Chabrol et de Frédéric Chopin et en face de Pierre Desproges. Isabelle Mailé, sa dernière compagne, décédée en 2005, repose à côté de lui.

## Hommages

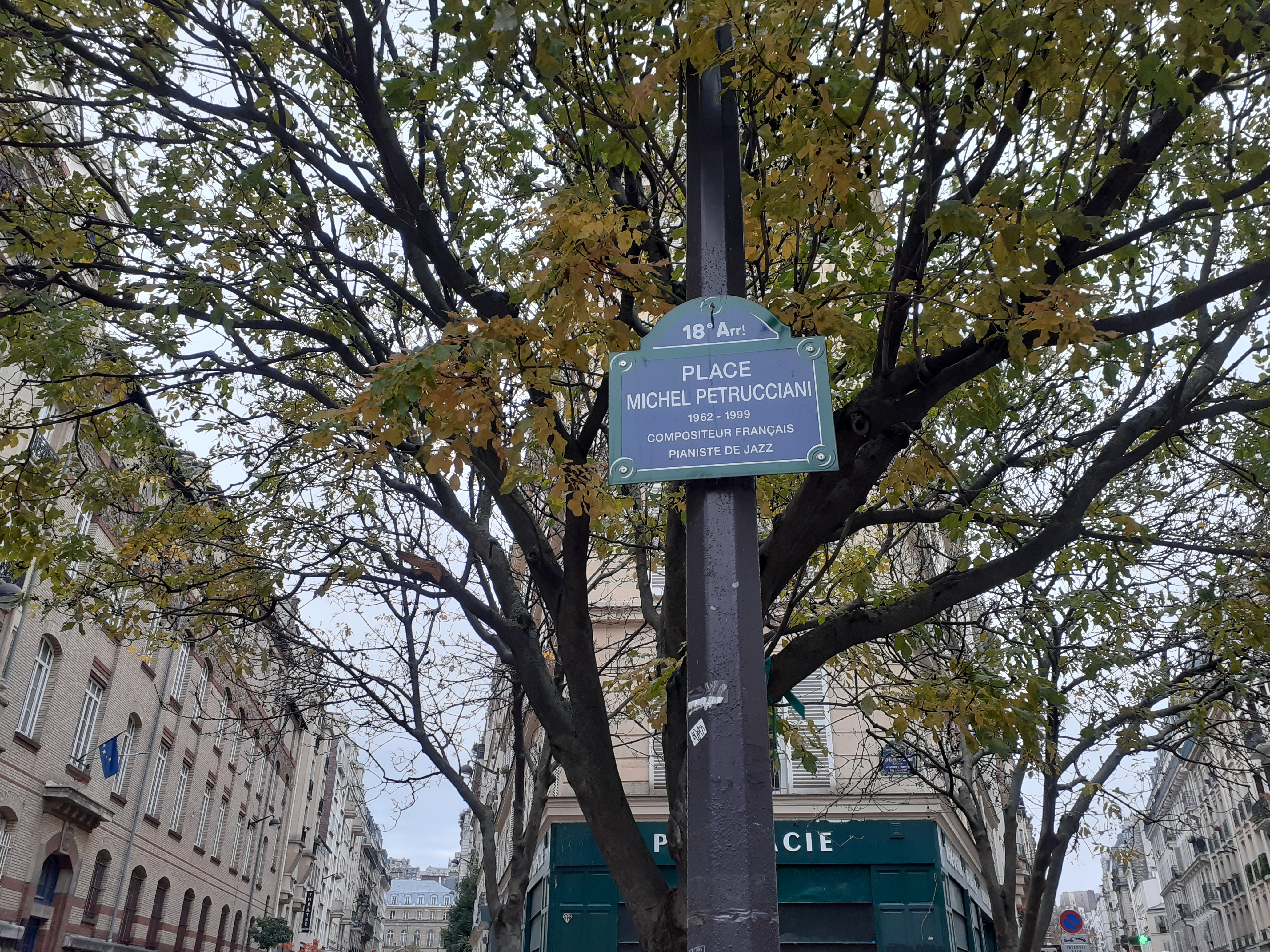
La place Michel-Petrucciani, à Paris 18e.

La place Michel-Petrucciani dans le 18e arrondissement de Paris, qui porte son nom depuis 2002, a été inaugurée en juillet 2003 par le maire de Paris, Bertrand Delanoë, et décorée d'une mosaïque réalisée par l'artiste plasticien Édouard Detmer.
Son nom a été donné à plusieurs lieux :
- à la salle de concert de l'école de musique « Le Jam » à Montpellier[8] ;
- à un auditorium à Montélimar ;
- au conservatoire de musique d'Istres dans les Bouches-du-Rhône ;
- à la salle des fêtes de Villepreux.

## Récompenses
- 1988 : Victoires du jazz dans la catégorie Musicien de jazz de l'année
- 1990 : Victoires du jazz dans la catégorie Musicien de jazz de l'année
- 1992 : Victoires du jazz dans la catégorie Album jazz instrumental de l'année pour Playground
- 1994 : Victoires du jazz dans la catégorie Album jazz instrumental de l'année pour Promenade With Duke
- 1995 : Victoires du jazz avec Eddy Louiss dans la catégorie Album jazz instrumental de l'année pour Conférence de presse

## Discographie

### Filmographie
- 1983 : Lettre à Michel Petrucciani, documentaire de Frank Cassenti, présenté au Festival de Cannes 1982
- 2011 : Michel Petrucciani, documentaire de Michael Radford sorti le 17 août 2011[9]